# قائمة أنواع الفراش في السعودية

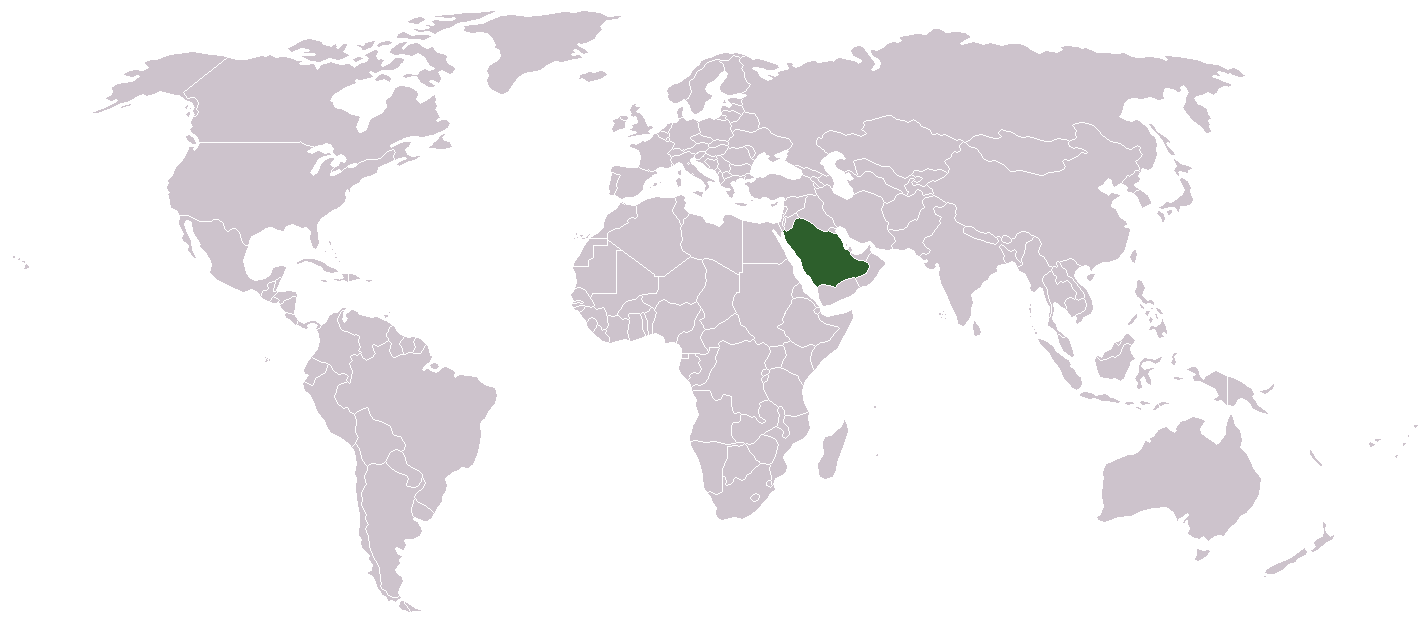
موقع المملكة العربية السعودية

هذة مقالة عن أنواع الفراشات في السعودية. يوجد 79 معروف من الفراشات في المملكة العربية السعودية.

## فراشات خطافية الذيل

### مذنابيات

#### مذناباوات
- مذناب مقون حقيقي 1908 [1][2][3]
- مذناب الصحراوي أوبرثور، 1879
- مذناب الصحراوي ارنيك، 1932
- مذناب ديمونووس اسبير، 1798
- مذناب دياولييوس لينيوس، 1758

## فصيلة أبي دقيق الكرنب

### كولياديناي
- يوريم بريجيتا , 1780
- فراشة البكورية الطبية (جيوفروي، 1785)
- كولياس روجنهوفر، 1884

### بيريناي
- كولوتس انتيفيكل (1852)
- كولوتس دييرا (1829)
- اللبا 1850
- كولوتس افور  1829)
- كولوتس بروموديا (1829)
- كولوستيس اونجيماتشي (1922)
- الملكية بوشاناني  1921)
- يوكلو ايجيتياكا فيرتي 1911
- يوكلو العلوي (1867)
- يوكلو السعودي لارسن <small 1983
- زيغريس البهيج لارسيني <small1986

#### بيريني
- غاريكوس 1954
- بيلينوا كرينا 1885

## نحاسية

### تيكالين
- ميرن سالينس 1980

#### تيكاليني
- هايبولاكينا 1888
- لولاس جلاس 1886
- أولاس نيرسي 1896
- انتيوس (1855)
- لأفيكيس (1834)

### ليكانيني
- لاكانا 1954